# Pomnik Białorusinów, którzy zginęli za Ukrainę
Pomnik Białorusinów, którzy zginęli za Ukrainę (ukr. Пам'ятник білорусам, загиблим за Україну, biał. Помнік беларусам, якія загінулі за Украіну) – pomnik w Kijowie poświęcony Białorusinom, którzy zginęli podczas wydarzeń Euromajdanu oraz w wojnie rosyjsko-ukraińskiej.

## Historia
Pomnik został odsłonięty w marcu 2016 na budynku przy ulicy Białoruskiej 22 w Kijowie. Autorem projektu pomnika jest Hlib Hrżabowski.
Pomnik utrzymany jest w biało-czerwono-białych barwach historycznej flagi narodowej Białorusi, przedstawia herb narodowy „Pogoń”, tablice z napisami Żywie Biełaruś! oraz Sława Ukrajini!, a także nazwiska i fotografie poległych bohaterów. Początkowo uhonorowano trzech z nich: Michaiła Żyźniewskiego, Alesa Czerkaszina oraz Witalia Tilieżenki. W 2021, w rocznicę bitwy pod Orszą, do pomnika dodano kolejną tablicę z nazwiskiem poległego ochotnika i ratownika medycznego Mikoły Ilina.